# UCI America Tour 2019
Navigation
Édition précédente Édition suivante
L'UCI America Tour 2019 est la 15e édition de l'UCI America Tour, l'un des cinq circuits continentaux de cyclisme de l'Union cycliste internationale. Il est composé de 23 compétitions organisées du 23 octobre 2018 au 12 octobre 2019 en Amérique.

## Évolution du calendrier
Le calendrier 2019 commence en octobre 2018 avec le Tour du Guatemala.
Le Tour de San Juan qui souhaitait différer sa course d'une semaine est finalement maintenue du 20 au 27 janvier, tandis que la "Colombia Oro y Paz" qui a connu une première édition avec beaucoup de succès, change de nom et devient "Tour Colombia 2.1".
Parmi les nouvelles épreuves inscrites au calendrier, le sud du Chili accueille le Tour de Chiloé, entre le 6 et le 10 mars. Le Tour de Miranda, disputé au Venezuela, est également ajouté, tandis que le Tour de l'Équateur qui devait retrouver sa place dans le calendrier UCI, est annulé à la suite de manifestations.
D'autre part, le Tour du Venezuela disparaît du calendrier de l'America Tour.

## Calendrier des épreuves

### Octobre 2018
| Date | Course            | Pays      | Classe | Vainqueur        | Équipe      |
| ---- | ----------------- | --------- | ------ | ---------------- | ----------- |
| 23-1 | Tour du Guatemala | Guatemala | 2.2    | Alfredo Ajpacajá | Decorabaños |

### Novembre 2018
| Date  | Course            | Pays    | Classe | Vainqueur       | Équipe   |
| ----- | ----------------- | ------- | ------ | --------------- | -------- |
| 15-20 | Tour du Michoacán | Mexique | 2.2    | Nicolás Paredes | Medellín |

### Décembre 2018
| Date  | Course                               | Pays       | Classe | Vainqueur     | Équipe                                    |
| ----- | ------------------------------------ | ---------- | ------ | ------------- | ----------------------------------------- |
| 12    | Gran Premio FECOCI                   | Costa Rica | 1.2    | William Muñoz | Bicicletas Strongman-Colombia Coldeportes |
| 13    | Gran Premio Comité Olímpico Nacional | Costa Rica | 1.2    | Óscar Quiroz  | Bicicletas Strongman-Colombia Coldeportes |
| 16-25 | Tour du Costa Rica                   | Costa Rica | 2.2    | Bryan Salas   | Nestlé 7C CBZ Giant                       |

### Janvier
| Date  | Course           | Pays      | Classe | Vainqueur      | Équipe                                        |
| ----- | ---------------- | --------- | ------ | -------------- | --------------------------------------------- |
| 11-18 | Tour du Táchira  | Venezuela | 2.2    | Jimmy Briceño  | La Viña-Grupo MG-Ferlab-Inversiones Alexander |
| 27-3  | Tour de San Juan | Argentine | 2.1    | Winner Anacona | Movistar                                      |

### Février
| Date  | Course                             | Pays                   | Classe | Vainqueur          | Équipe   |
| ----- | ---------------------------------- | ---------------------- | ------ | ------------------ | -------- |
| 12-17 | Tour Colombia 2.1                  | Colombie               | 2.1    | Miguel Ángel López | Astana   |
| 25-3  | Vuelta a la Independencia Nacional | République dominicaine | 2.2    | Robinson Chalapud  | Medellín |

### Mars
| Date | Course         | Pays  | Classe | Vainqueur     | Équipe   |
| ---- | -------------- | ----- | ------ | ------------- | -------- |
| 6-10 | Tour de Chiloé | Chili | 2.2    | Óscar Sevilla | Medellín |

### Avril
| Date  | Course                | Pays       | Classe | Vainqueur       | Équipe              |
| ----- | --------------------- | ---------- | ------ | --------------- | ------------------- |
| 4-7   | Joe Martin Stage Race | États-Unis | 2.2    | Stephen Bassett | First Internet Bank |
| 12-21 | Tour d'Uruguay        | Uruguay    | 2.2    | Walter Vargas   | Medellín            |

### Mai
| Date | Course                        | Pays       | Classe | Vainqueur       | Équipe      |
| ---- | ----------------------------- | ---------- | ------ | --------------- | ----------- |
| 1-5  | Tour de Gila                  | États-Unis | 2.2    | James Piccoli   | Elevate-KHS |
| 27   | Winston Salem Cycling Classic | États-Unis | 1.2    | Ulises Castillo | Elevate-KHS |

### Juin
| Date  | Course                          | Pays   | Classe | Vainqueur         | Équipe              |
| ----- | ------------------------------- | ------ | ------ | ----------------- | ------------------- |
| 13-16 | Grand Prix cycliste de Saguenay | Canada | 2.2    | Nickolas Zukowsky | Floyd's Pro Cycling |
| 19-23 | Tour de Beauce                  | Canada | 2.2    | Brendan Rhim      | Arapahoe-Hincapie   |

### Juillet
| Date | Course                   | Pays       | Classe | Vainqueur       | Équipe                |
| ---- | ------------------------ | ---------- | ------ | --------------- | --------------------- |
| 7    | Delta Road Race          | Canada     | 1.2    | Sam Bassetti    | Elevate-KHS           |
| 9-14 | Tour de Miranda          | Venezuela  | 2.2    | Wilson Haro     | Movistar Team Ecuador |
| 12   | Chrono Kristin Armstrong | États-Unis | 1.2    | Serghei Țvetcov | Floyd's Pro Cycling   |
| 13   | Grand Prix du Guatemala  | Guatemala  | 1.2    | Julián Yac      | Decorabaños           |
| 14   | Grand Prix Chapín        | Guatemala  | 1.2    | Brayan Ríos     | ADD Quiché            |

### Août
| Date  | Course                                       | Pays       | Classe | Vainqueur         | Équipe                   |
| ----- | -------------------------------------------- | ---------- | ------ | ----------------- | ------------------------ |
| 2-11  | Tour cycliste international de la Guadeloupe | France     | 2.2    | Adrien Guillonnet | Interpro Cycling Academy |
| 12-18 | Tour de l'Utah                               | États-Unis | 2.HC   | Ben Hermans       | Israel Cycling Academy   |

### Octobre
| Date | Course             | Pays     | Classe | Vainqueur                          | Équipe                             |
| ---- | ------------------ | -------- | ------ | ---------------------------------- | ---------------------------------- |
| 5-12 | Tour de l'Équateur | Équateur | 2.2    | Annulé en raison de manifestations | Annulé en raison de manifestations |

## Classements
- Note: classements définitifs au 23 octobre[3],[4]

| #   | Coureur            | Pts.    |
| --- | ------------------ | ------- |
| 1.  | Egan Bernal        | 3346.75 |
| 2.  | Nairo Quintana     | 1830    |
| 3.  | Michael Woods      | 1684    |
| 4.  | Richard Carapaz    | 1607    |
| 5.  | Miguel Ángel López | 1450.5  |
| 6.  | Sergio Higuita     | 1307.5  |
| 7.  | Fernando Gaviria   | 834     |
| 8.  | Daniel Martínez    | 678.83  |
| 9.  | Ivan Sosa          | 668.5   |
| 10. | Álvaro Hodeg       | 594.63  |

| #   | Équipe                                        | Pts.    |
| --- | --------------------------------------------- | ------- |
| 1.  | Medellín                                      | 1440.02 |
| 2.  | Rally UHC Cycling                             | 1339    |
| 3.  | Floyd's Pro Cycling                           | 1040    |
| 4.  | Hagens Berman Axeon                           | 1034.33 |
| 5.  | Canel's–Specialized                           | 809     |
| 6.  | Elevate–KHS Pro Cycling                       | 743     |
| 7.  | Movistar Team Ecuador                         | 674     |
| 6.  | Manzana Postobón                              | 650     |
| 9.  | Coldeportes Bicicletas Strongman              | 436     |
| 10. | São Francisco Saúde-Klabin-SME Ribeirão Preto | 329     |

| #   | Pays       | Pts.     |
| --- | ---------- | -------- |
| 1.  | Colombie   | 10710.71 |
| 2.  | Canada     | 3251     |
| 3.  | Équateur   | 3063.5   |
| 4.  | États-Unis | 2492.33  |
| 5.  | Costa Rica | 1077     |
| 6.  | Venezuela  | 947      |
| 7.  | Mexique    | 792      |
| 8.  | Guatemala  | 792      |
| 9.  | Argentine  | 769.95   |
| 10. | Chili      | 650      |

| # | Pays       | Pts.    |
| - | ---------- | ------- |
| 1 | Colombie   | 5792.75 |
| 2 | Équateur   | 916.5   |
| 3 | États-Unis | 791.4   |
| 4 | Costa Rica | 549     |
| 5 | Canada     | 390.33  |